# Saint-Constant
Saint-Constant is een plaats en voormalige gemeente in het Franse departement Cantal in de regio Auvergne-Rhône-Alpes en telt 594 inwoners (2004). Deze plaats maakt deel uit van het arrondissement Aurillac.

## Geschiedenis
Op 1 januari 2016 fuseerde Saint-Constant met de gemeente Fournoulès tot de huidige gemeente Saint-Constant-Fournoulès.

## Geografie
De oppervlakte van Saint-Constant bedraagt 22,0 km², de bevolkingsdichtheid is 27,0 inwoners per km².
De onderstaande kaart toont de ligging van Saint-Constant met de belangrijkste infrastructuur en aangrenzende gemeenten.

## Demografie
Onderstaande figuur toont het verloop van het inwonertal.
Vanwege een beveiligingsprobleem met de MediaWiki Graph-software is het momenteel niet mogelijk deze grafiek weer te geven. Zodra de software is bijgewerkt zal de grafiek vanzelf weer zichtbaar worden.